# Língua korana
Korana, ou ǃOra, é uma das Línguas coissãs da África do Sul considerada como extinta. O grupo étnico “Korana” tem uma população estimada de 10.000 pessoas (conf. Veogelin & Veogelin) na África do sul e grupos bem menores em Botsuana, os quais, porém, já não falam essa língua.
Havia em 1977 (conf. Barret) cerca de 50 falantes. Seus falantes eram nômades de religiões animistas, havendo alguns cristãos, inclusive com Bíblia traduzida em 1933. Há apenas outro registro escrito de!Ora, um livro de anotações datado de 1879 com cinco estórias curtas.
Outras denominações: Iora,!Kora, Koragua, Gora chouqua.
ǃOra pertencia ao grupo de línguas ‘’’Nama’’’ com um sistema de sons bem similar. No entanto apresentava, diferindo nisso do “Nama”,  uma consoante ejetiva velar africativa  [kxʼ] funcionando como pulmônica e também com um acompanhamento de “Clique”. Metade das palavras “!Ora” começam por “cliques”, contra um quarto em “Nama”.